# Ampelokipoi
Ampelokipoi este un oraș în Grecia.